# Bob Woodward

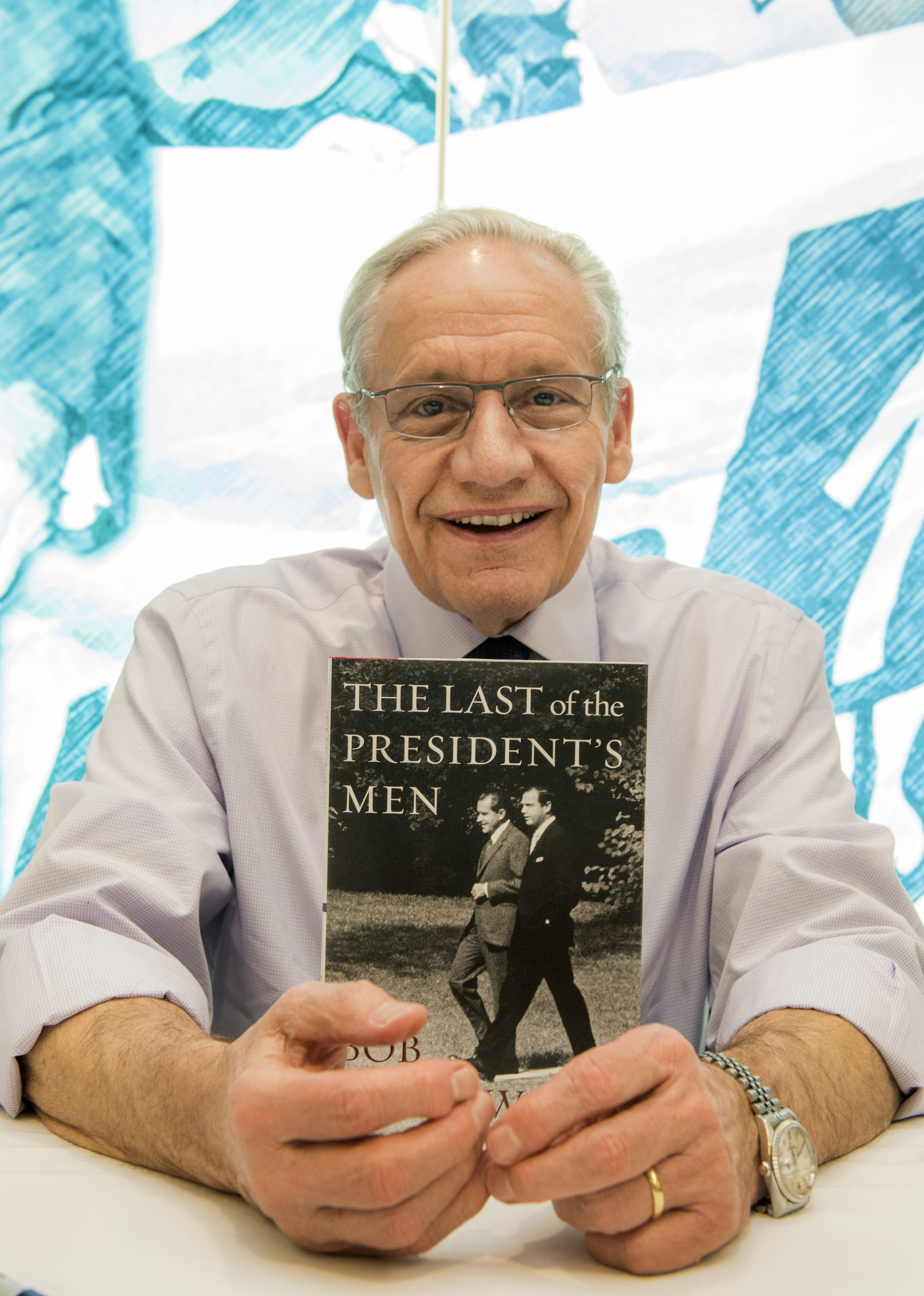
Bob Woodward (2016)

Robert Upshur „Bob“ Woodward (* 26. März 1943 in Geneva, Illinois) ist ein US-amerikanischer Journalist. Er deckte zusammen mit Carl Bernstein als Reporter der Washington Post die Hintergründe der Watergate-Affäre auf.

## Leben
Woodward, Sohn eines republikanischen Richters, studierte an der Yale University und diente von 1965 bis 1970 bei der US-Marine. Er ist heute Assistant Managing Editor der Washington Post. Als Reporter des US-Hauptstadtblatts deckte er 1972 und 1973 zusammen mit Bernstein die Hintergründe der Watergate-Affäre auf und bekam dabei Hilfe von einem geheimen Informanten namens Deep Throat, der Angehöriger des FBI war. Am 31. Mai 2005 wurde dessen Identität bekannt: Mark Felt, der damals zweithöchste Mann des FBI. Für die Recherchen wurde der Washington Post 1973 der Pulitzer-Preis verliehen. Seit jener Zeit galt Woodward lange Zeit als Star-Reporter und war einer der gefragtesten Journalisten der Vereinigten Staaten. Seine zwei ersten (als Pro-Bush wahrgenommenen) Bücher nach dem 11. September 2001 als auch positive Äußerungen über George W. Bush führten dazu, dass Woodward auch von den Konservativen mehr und mehr geschätzt wurde. Mit seinem im Oktober 2006 erschienenen Buch State of Denial ging Woodward jedoch auf Distanz zu Präsident Bush und zeichnete ein deutlich negativeres Bild von dessen Fähigkeiten und seiner Regierung.
Woodwards guter Ruf litt allerdings im November 2005: In einer Vernehmung durch den mit der Plame-Affäre betrauten Sonderermittler Patrick Fitzgerald musste er einräumen, die Indiskretionen von Regierungsmitarbeitern, die zur Enthüllung der CIA-Agentin Valerie Plames geführt hatten, schon seit 2003 gekannt zu haben. Die Washington Post beschrieb dieses Vergehen als schwere „Sünde“.
Im September 2018 erschien sein Buch Fear: Trump in the White House, das Einblicke in das Weiße Haus gibt und dabei ein düsteres Bild von der Amtsführung des Präsidenten Donald Trump zeichnet.
In einem weiteren Buch Rage wurde im September 2020 bekannt, dass Donald Trump sich der Gefährlichkeit des Coronavirus bewusst war, jedoch bewusst die Gefahr herunterspielte, um keine Panik in der Bevölkerung hervorzurufen. Woodward veröffentlichte hier mehrere Briefe zwischen Donald Trump und dem nordkoreanischen Diktator Kim Jong-un.

## Trivia
Die Watergate-Affäre wurde 1976 in Die Unbestechlichen mit Robert Redford, der Woodward darstellt, und Dustin Hoffman in den Hauptrollen verfilmt.

## Werke
- War. Simon & Schuster, New York 2024, ISBN 978-1-66805-227-3.
  - dt. Krieg. Hanser, München 2024, ISBN 978-3-446-28333-6.
- The Trump Tapes: Bob Woodward’s Twenty Interviews with President Donald Trump. Simon & Schuster, New York 2023, ISBN 978-1-66802-814-8.
- zusammen mit Robert Costa: Peril. Simon & Schuster, New York 2021, ISBN 978-1-982-18291-5.
  - dt. Gefahr. Die amerikanische Demokratie in der Krise. Hanser, München 2022, ISBN 978-3-446-27329-0.
- Rage. Simon & Schuster, New York 2020, ISBN 978-1-982131-73-9.
  - dt. Wut. Hanser, München 2020, ISBN 978-3-446-26977-4.
- Fear: Trump in the White House. Simon & Schuster, New York 2018, ISBN 978-1-4711-8130-6.
  - dt. Furcht: Trump im Weißen Haus. Rowohlt, Reinbek 2018, ISBN 978-3-498-07408-1.[12]
- Obama’s Wars. Simon & Schuster, New York 2010. ISBN 978-1-4391-7249-0.
- The War Within: A Secret White House History (2006–2008). Simon & Schuster, New York 2008. ISBN 978-1-4165-5897-2.
- Die Macht der Verdrängung. George W. Bush, das Weiße Haus und der Irak. Deutsche Verlags-Anstalt, München 2007, ISBN 978-3-421-04304-7.
- Der Informant. Deep Throat, die geheime Quelle der Watergate-Enthüller. Deutsche Verlags-Anstalt, München 2005, ISBN 3-421-05928-4.
- Der Angriff – Plan of Attack. Deutsche Verlags-Anstalt, München 2004, ISBN 3-421-05787-7.
- Bush at War. Simon & Schuster, New York 2003, ISBN 0-7432-4461-3 (englisch)

dt. Bush at War – Amerika im Krieg. dt. von Peter Torberg, Friedrich Griese, Klaus Kochmann. Deutsche Verlags-Anstalt, München 2002, ISBN 3-421-05698-6.
- Greenspan – Dirigent der Weltwirtschaft. Europa Verlag, Hamburg 2001, ISBN 3-203-77675-8.
- Geheimcode Veil. Reagan und die geheimen Kriege der CIA. Droemer Knaur, München 1987, ISBN 3-426-26340-8.
- Überdosis. (Biografie über John Belushi). Hannibal-Verlag, Wien 1986, ISBN 3-85445-026-5.
- zusammen mit Carl Bernstein: Amerikanischer Alptraum. Das unrühmliche Ende der Ära Nixon. Europäische Verlagsanstalt, Köln 1976, ISBN 3-434-00227-8.
- zusammen mit Carl Bernstein: Die Watergate-Affäre. Droemer Knaur, München, Zürich 1974, ISBN 3-426-00362-7.